# Itarissa puncturata
Itarissa puncturata är en insektsart som beskrevs av Piza Jr. 1950. Itarissa puncturata ingår i släktet Itarissa och familjen vårtbitare. Inga underarter finns listade i Catalogue of Life.